# Reddcoin
「Reddcoin」はソーシャルネットワーク上でより大規模に、より広く使われることを目指すオープンソースの仮想通貨(コイン)で、ReddcoinはSNSや掲示板内のユーザー同士でReddcoinを送れるようにすることを目標としている。Reddcoinは年率5%のインフレ率をもつ仮想通貨で、開発は2014年にLarry Ren氏によって行われた。

## コインの理念
当初、Reddcoinはマイニング可能なPoWコインであった。後に開発チームはプロトコルを変更し、現在のReddcoinはステーキングが可能なコインになっている(つまり、Reddcoinを保有する者は公開ノードを立てることで利息を得られる仕組みになっている)。ReddcoinはLinux、Windows、OSXなどの様々なOS上で動作することができ、x86系とARM系の両方のシステムをサポートしている。各ブロックで一定量のReddcoinが手数料を支払わずとも送金することができる。Reddcoinのステーキングシステムは他のコインのそれとは異なる。Reddcoinのステーキングにはステーキング量の制限は存在しない(もちろん、実際に多量のステーキング報酬を得るためにはその分多くステーキングする必要があるが)。ブロックはステーキング者によって守られ、システム側で各ブロックに対して無作為に利息を支払うシステムになっている。報酬を受け取るためには、少なくとも8時間以上同一の払い出し先アドレスでステーキングする必要がある。

## 技術的仕様
Reddcoinのブロックタイムは1分で、ブロックサイズは1MBである。送金手数料はデフォルトでは0.001Reddcoinであるが、ユーザー側で変更することが可能であるため、Reddcoinネットワーク上の送金処理が混雑していない場合は無料送金も可能。また、多くのコインと同様にブロックチェーンは公開されており、ブロックチェーンのキャパシティはDogecoinに近い数値を持っている。

## コインの目標
Reddcoinの目標は「the Redd Book」で確認することができる。「グループとして、個人として、運動として、人の役に立つこと」を主目標としており、Reddcoinは小額送金のために設計され、小額の寄付や小規模の委託業務に使われるようになることを目指している。

## 取引について
ReddcoinはBittrex、VCC Exchange、Yobitなど複数の取引所で取り扱われている。単価については2018年に$0.03の最高値をつけた後に下落したが、2020年以降は再び人気を取り戻しつつあり、2021年には複数の取引所に上場し、価格も上昇を始めた。開発チームは近い将来、より多くの取引所への上場を目指している。